# Tolvösand
Tolvösand este o arie protejată (arie specială de conservare — SAC, sit de importanță comunitară — SCI) din Suedia întinsă pe o suprafață de 13,5 ha, integral pe uscat.

## Localizare
Centrul sitului Tolvösand este situat la coordonatele 62°27′03″N 17°32′18″E / 62.4507°N 17.5383°E.

## Înființare
Situl Tolvösand a fost declarat sit de importanță comunitară în ianuarie 2002 pentru a proteja un număr necunoscut de specii din flora spontană și fauna sălbatică aflate în arealul zonei. Situl a fost protejat și ca arie specială de conservare în martie 2011.

## Biodiversitate
Situată în ecoregiunile boreală și marină baltică, aria protejată conține 4 habitate naturale: Păduri caducifoliate de mlaștină fino-scandinave, Păduri fino-scandinave bogate în ierburi cu Picea abies, Pășuni de coastă din Baltica boreală, Litoraluri nisipoase din Baltica boreală cu vegetație perenă.
La baza desemnării sitului se află un număr nedeclarat de specii protejate.